# Squadra emiratina di Coppa Davis
La squadra emiratina di Coppa Davis rappresenta gli Emirati Arabi Uniti nella Coppa Davis, ed è posta sotto l'egida della Associazione Tennis degli Emirati Arabi Uniti.
La squadra ha esordito nel 1993 e ad oggi il suo miglior risultato è il raggiungimento del Gruppo III della zona Asia/Oceania.

## Organico 2012
Aggiornato agli incontri del Gruppo IV della zona Asia/Oceania (16-21 aprile 2012). Fra parentesi il ranking del giocatore nel momento della disputa degli incontri.
- Omar Awadhy (ATP #1926)
- Hamad Abbas Janahi (ATP #)
- Abdulrahman Al Janahi (ATP #)
- Soud Al Ali (ATP #)